# ジャスト・ワン・ナイト〜エリック・クラプトン・ライヴ・アット武道館〜
『ジャスト・ワン・ナイト〜エリック・クラプトン・ライヴ・アット武道館〜』（ジャスト・ワン・ナイト エリック・クラプトン・ライヴ・アットぶどうかん、英語: Just One Night）は、エリック・クラプトンが1980年に発表したライブ・アルバム。ソロ名義でのライブ・アルバムとしては3作目。クラプトンにとって4度目となる日本公演（1979年11月23日-12月6日、全10公演）のうち、12月3日の日本武道館公演を収録。

## 解説
1979年秋のヨーロッパ・ツアーより、クラプトンのバック・バンドは全員イギリス人による新ラインナップとなり、同年の日本公演も同じバンドで行われた。
セット・リストのほとんどは、カバー曲も含めてクラプトンのソロ・アルバム収録曲だが、ダイアー・ストレイツのカバー「セッティング・ミー・アップ」は、アルバート・リーのソロ・アルバム『ハイディング』（1979年）からの選曲で、この曲ではアルバートがリード・ボーカルも担当。

## 収録曲

### ディスク1
1. タルサ・タイム - Tulsa Time (Danny Flowers)
2. アーリー・イン・ザ・モーニング - Early In The Morning (Traditional)
3. レイ・ダウン・サリー - Lay Down Sally (Clapton, Marcy Levy, George Terry)
4. ワンダフル・トゥナイト - Wonderful Tonight (Clapton)
5. イフ・アイ・ドント・ビー・ゼア・バイ・モーニング - If I Don't Be There By Morning (Bob Dylan, Helena Springs)
6. ウォリード・ライフ・ブルース - Worried Life Blues (Maceo Merriweather)
7. オール・アワ・パスト・タイムズ - All Our Past Times (Clapton, Rick Danko)
8. アフター・ミッドナイト - After Midnight (J.J. Cale)

### ディスク2
1. ダブル・トラブル - Double Trouble (Otis Rush)
2. セッティング・ミー・アップ - Setting Me Up (Mark Knopfler)
3. ブルース・パワー - Blues Power (Clapton, Leon Russell)
4. ランブリング・オン・マイ・マインド - Rambling On My Mind (Robert Johnson)
5. コカイン - Cocaine (J.J. Cale)
6. ファーザー・オン・アップ・ザ・ロード - Further On Up The Road (Joe Veasey, Don Robey)

## 参加ミュージシャン
- エリック・クラプトン - ギター、ボーカル
- アルバート・リー - ギター、ボーカル
- クリス・スティントン - キーボード
- デイヴ・マーキー - ベース
- ヘンリー・スピネッティ - ドラム